# Phraya Thephatsadin
Phraya Thephatsadin (thaï : พระยาเทพหัสดิน), aussi connu par son nom de naissance : Phat Thephatsadin na Ayutthaya (thaï : ผาด เทพหัสดิน ณ อยุธยา; était un ambassadeur militaire thaïlandais qui servit durant la Première Guerre mondiale et en tant que ministre des transports (en) du gouvernement de Plaek Phibunsongkhram.

## Jeunesse
Phat est né le 6 février 1878, dans le centre ville de Bangkok, il est ainé d'une fratrie de 8. Son père, Luang Rit Naiwen, était un colonel.
À l'âge de 7 ans, son père l'envoie étudier à l'école Wat Bophitphimuk (th), puis à Suankularb Wittayalai (en) jusqu'à ses 13 ans. Après la mort de son père, Rama V l'envoie étudier en France puis à l'l'école royale militaire de Belgique, il rentre en Thaïlande en 1902.

### Première Guerre mondiale
Le 22 juillet 1917, la Thaïlande déclare la guerre la guerre à l'Empire allemand et à l'Autriche-Hongrie et lance un appel à volontaires pour former le corps expéditionnaire siamois. À ce moment, Phraya, qui est alors major-général, est désigné par le roi pour être à la tête de ce corps expéditionnaire.
Après son retour a Bangkok, il démissionne de l'armée sers le gouvernement dans des positions civiles, il fonde la compagnie de taxi du Siam en 1923.
Durant son service au gouvernement, Thephatsadin était réputé pour être très loyal envers la monarchie et avait une amitié personnelle avec le roi.

## Rébellion de Songsuradet
Quand Plaek Phibunsongkhram devint premier ministre de Thaïlande, en décembre 1938, une purge contre des membres du gouvernement et de l'armée accusés de tenter de prendre le pouvoir est lancée. 51 personnes sont arrêtées dans la matinée du 29 janvier 1939, un tribunal spécial est créé pour les juger. 21 prisonniers dont Phraya Thephatsadin et deux de ses fils sont condamnés à mort,,. grâce à sa contribution lors de la première guerre mondiale, sa peine est commuée a une peine de prison a vie mais es deux fils sont exécutés.
Lorsque le gouvernement de Phibun a été renversé, Khuang Aphaiwong devint le nouveau premier ministre le 1er août 1944 le premier acte de son gouvernement est de demander une grâce royale pour tous les prisonniers politiques, Thephatsdin est libéré le 20 septembre 1944, il est amnistié en septembre 1947.
Après plusieurs années, Thephatsdin reçut une lettre d'excuse de la part de Phibun.

## Carrière politique
Phraya Thephatsadin  était un membre de la Chambre des représentants, il représentait le province de Phra Nakhon après  l'élection législative de 1933,. Il y a occupé le poste de vice président.
Il devient ministre des transports le 30 novembre 1948, dans el gouvernement de Plaek Phibunsongkhram qui était retourné a sa position de premier ministre après les coups d'états de 1947 (en) et de 1948 (en) lors duquel Phraya avait soutenu Plaek.

## Décorations
- Ordre du mérite du Ratana Varabhorn (en) (1920)[9]
- Grand-cordon de l'ordre de la Couronne de Thaïlande (1949)
- Grand-croix de l'ordre de l'Éléphant blanc (1924)
- Chevalier commandeur de l'ordre de la Chula Chom Klao (1920)
- Médaille Dushdi Mala pour Arts et Science (en) (1909)
- Médaille Chakra Mala (th) (1917)[10]
- Médaille Saratul Mala (th) (1926)[11]

### Décorations étrangères
- Grand officier de l'ordre de la Couronne (Belgique, 1919)[12]
- Croix de guerre 1914–1918 (France, 1921)[13]